# Illa d'en Colom
L'Illa d'en Colom és un illot de 59 ha, separat uns 200 metres de la costa nord-est de Menorca. S'hi van trobar les restes d'una basílica paleocristiana. Antigament va ser emprada com a llatzaret, se'n va cultivar una part i també s'hi va intentar l'explotació de diverses mines.
Ha sigut propietat de la família Roca (natural de Maó) des de 1904, quan Don Antoni Roca Várez l'adquirí a subhasta; des de llavors, ha estat residència d'estiu dels seus descendents fins a l'any 2018 que s'ha venut per 3.2 milions d'euros. En l'actualitat forma part del Parc Natural de s'Albufera des Grau.

## Flora i fauna

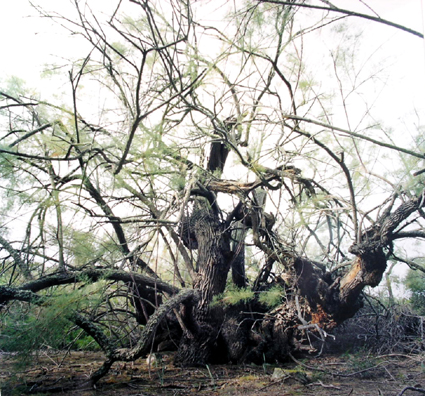
Tamarells de l'Illa d'en Colom

La vegetació està formada per la comunitat de coixinets espinosos (Launaeenion cervicornis). Entre les plantes més interessants destaca l'arbust endèmic Daphne rodriguezii, descobert pel naturalista Joan Joaquim Rodríguez Femenias.
El tamarell (Tamarix africana) és una altra planta bastant característica de l'illa. Es tracta d'una espècie d'arbust d'origen africà situat a la platja dels Tamarells, a la qual dona nom. Cada arbust pot arribar a adquirir una alçada de 6 metres i un diàmetre d'1,3 metres, i en general tenen més de 100 anys d'antiguitat. La distribució inicial d'aquests arbusts sembla que seguia la de dues fileres, però aquesta característica ha anat desapareixent amb els anys i l'alteració natural de les dunes.
Quant a la fauna, pel que fa a les aus criden l'atenció les dues colònies de gavians, però també el corb marí gros i el corb marí emplomallat, la baldriga pufí baleàrica i la baldriga cendrosa, el milà reial, l'àliga pescadora i dues espècies de falcons. La fauna terrestre destaca per una varietat de l'endèmica sargantana de les Gimnèsies, Podarcis lilfordi brauni, de color verd-blavós.

## Les platges
L'illa consta de dues platges paradisíaques: Els Tamarells i s'Arenal d'en Moro. Les dues platges estan situades a la costa oest de l'illa, mirant cap a la costa de Menorca, situació que les resguarda del vent de tramuntana i per la qual cosa es converteixen freqüentment en refugi d'embarcacions. Són d'arena relativament fina per ser platges de la costa nord de Menorca i les seves aigües són blaves i cristal·lines.

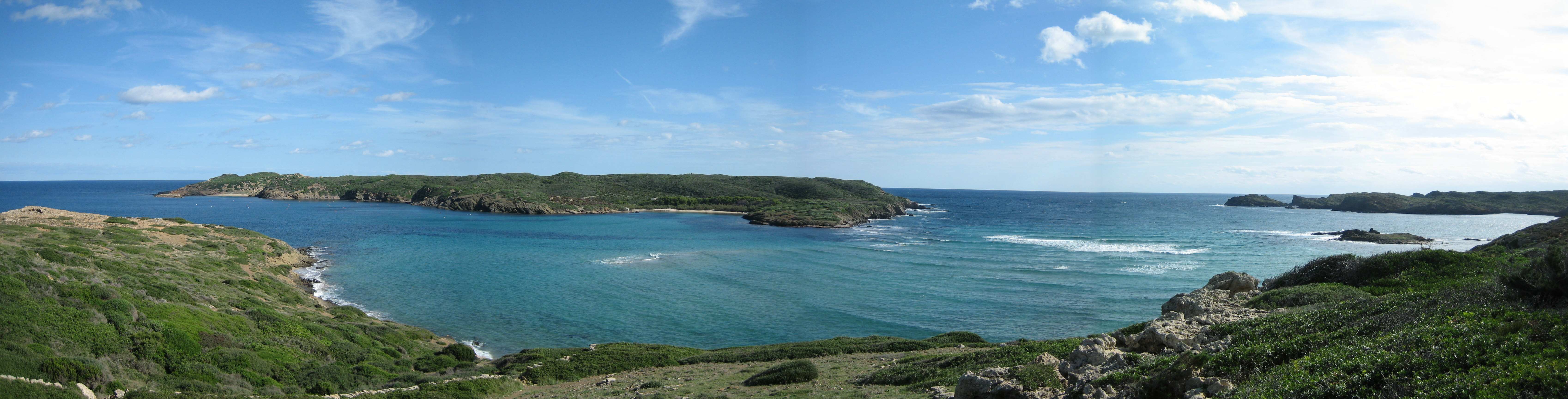
Panoràmica de l'Illa d'en Colom

## Història minera
La història minera de l'Illa d'en Colom va començar el 9 de gener de 1901 amb les sol·licituds de registre de la mina de ferro Nou Segle, i sis mesos després, la mina de coure Renovada, realitzades per Pablo Ruiz i Verd, director gerent de la Societat Anònima La Maquinista Naval. Les 150 pertinences registrades per a la primera d'aquestes es corresponien amb 1.500.000 metres quadrats aproximadament, és a dir, la totalitat de l'Illa d'en Colom, a tal punt que en la sol·licitud de demarcació es pot llegir: ...limita aquest registre per tots els vents amb el Mediterrani.
Al març de 1902, després dels primers treballs, es registra de nou la mina Nou Segle per a Zn, amb tan sols 20 pertinences, sobre la demarcació preexistent de la mina Renovada.

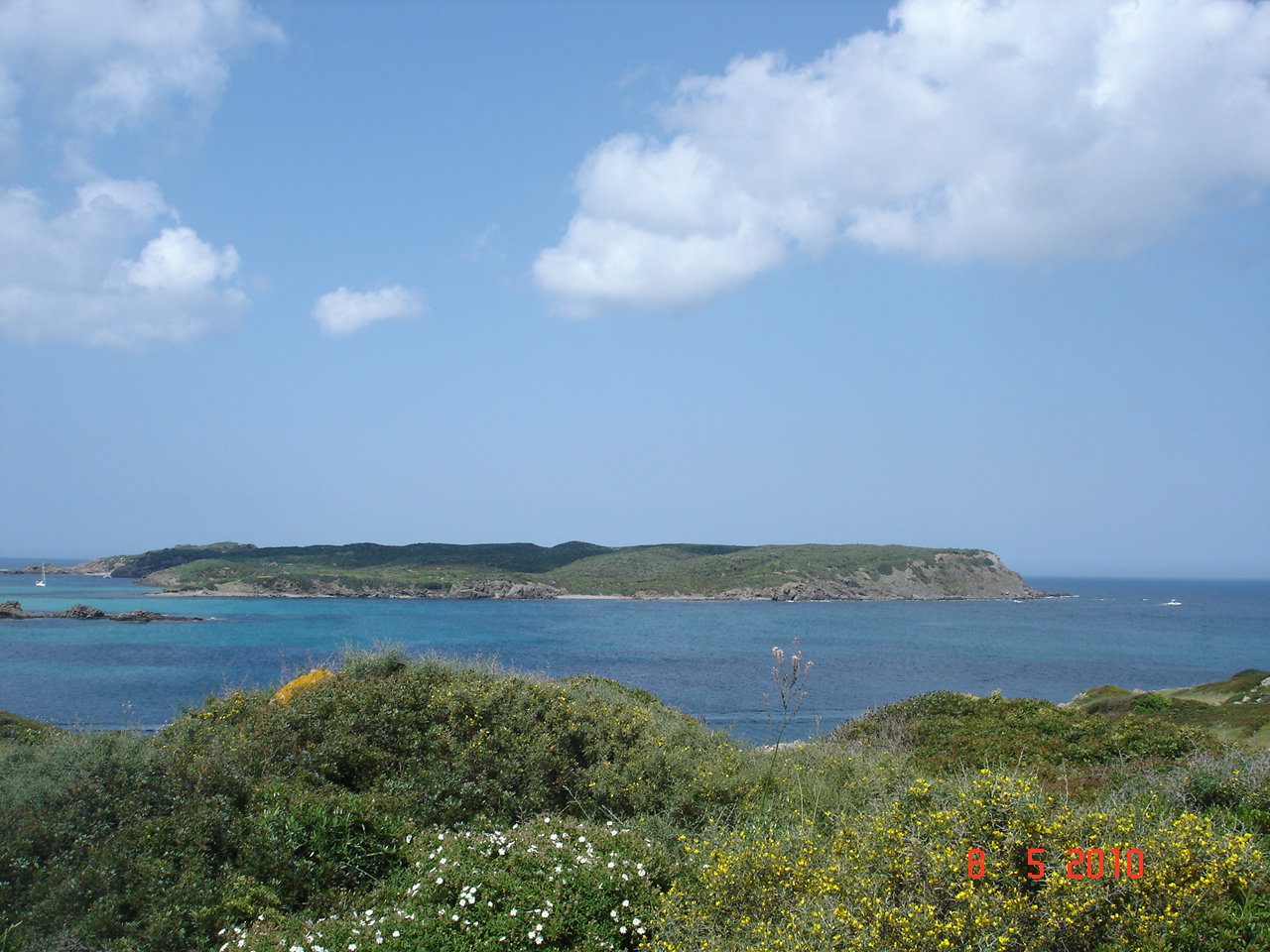
Illa d'en Colom

Al final de 1904, la mina passa a denominar-se Constància, fins a finals de 1915, en què torna a ser registrada per don Antoni Roca Várez com a mina de La Paloma. El 9 d'agost de 1926 torna a ser registrada com a Blendífera per Mercedes Alujas Puig, veïna de Barcelona i última propietària de la concessió minera.
Mercedes Alujas Puig presenta la seva sol·licitud de registre de la mina Blendífera el 9 d'agost de 1926, i és publicada en el Butlletí Oficial de la Província de Balears núm. 9309, amb data 14 d'agost del mateix any. Transcorregut el termini d'exposició pública de 60 dies sense que es produeixin reclamacions, l'enginyer cap sol·licita del governador civil que es decreti la demarcació de Blendífera.
Serà el Butlletí Oficial núm. 9338 de data de 21 d'octubre de 1926 qui especifiqui la data en què el personal facultatiu del districte miner de Balears procedirà a la demarcació de la mina Blendífera (núm. 1514 del registre general). La data de demarcació fixada és del 28 al 31 d'octubre del mateix any. La mina és demarcada oficialment per l'enginyer del Cos Nacional de Mines D. Juan Rubio els dies 28 i 29 d'octubre de 1926.
Finalment, i una vegada satisfets els drets corresponents, el governador civil D. Pedro Llosas Badia expedeix el títol de propietat de la concessió minera a Mercedes Alujas Puig el 2 d'abril de 1928.

## Construccions i monuments

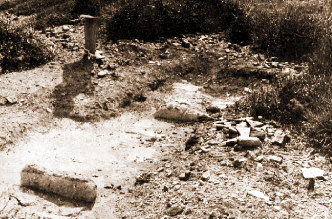
Basílica paleocristiana segle IV

A l'illa, podem trobar dos monuments d'especial interès històric. El primer és una basílica paleocristiana descoberta per Maria Lluïsa Serra Belabre l'agost de 1967, tot i que ja havia identificat part de l'ara paleocristiana l'any 1958. Als voltants de la basílica, es van recollir diferents fragments de lluernes paleocristianes de probable procedència nord-africana, que daten del segle iv, així com sigillates clares del tipus D (segles IV-VII dC).
A no gaire distància del jaciment paleocristià, hi ha un monument funerari amb una inscripció dedicada a la mort de tres afectats de pesta que van morir a l'illa el juliol de 1787. Aquest monument, el va fer construir i hi va fer posar la inscripció don Antoni Roca Várez a principis de segle xx.
A més, a l'illa també hi ha dues cases; una de més antiga, possiblement d'uns 150-200 anys, que de fet era el casal de la finca agrícola que havia estat l'illa durant dècades. I l'altra és una casa de fusta de més recent construcció. Les dues estan situades a la pineda de la platja dels Tamarells. No gaire lluny de les cases, hi ha unes construccions agrícoles en estat d'abandonament: un boer, una era, canalitzacions d'aigua, abeuradors per a bestiar i un pou d'aigua dolça.

## Història: un llatzeret provisional
Aquest illot, proper a la costa nord-est de Menorca, va servir de llatzeret provisional quan a mitjans de 1785 Espanya rebé els esclaus espanyols alliberats per Algèria a conseqüència de la nova pau instaurada amb la regència algeriana.
Embarcats a l'Urca Real Redemptora, al bergantí Monte Carmelo i al xabec La Soledad, van arribar els captius espanyols fins a Alacant, port en el qual no van ser autoritzats a desembarcar per provenir d'un país declarat empestat. Llavors, es va ordenar que es posessin rumb a Maó per passar quarantena. L'Urca Real Redemptora, al comandament de don Bartolomé Escuder, arribà al port de Maó el dia 3 d'abril de 1787, portant a bord 263 esclaus. El bergantí amb el patró don Andrés Escudero i el xabec amb don Antonio Socías varen arribar el dia 7 del mateix mes. Aquests dos darrers portaven a bord 84 esclaus que, en els llibres de la consigna no figurarien com a passatgers, sinó com a càrrega d'esclaus.
Com que el nombre d'esclaus que havien de fer quarantena era superior a la capacitat de l'Illa de la Quarantena (llatzeret oficial de Menorca), les naus van ser desviades cap a l'Illa d'en Colom. El desembarcament va finalitzar el dia 16 d'abril, tant de passatgers com de càrrega i efectes. L'any 1787, aquest llatzeret provisional tenia 9 tendes o barraques per a unes 15 persones cada una; una barraca per al capità de l'Urca, el capellà i un cadet; una altra barraca destinada a les dones; una casa que ja hi era per al metge, cirurgià i apotecari; una altra com a hospital de malalties molt comunes; un forn on es conservava la calç viva per realitzar els enterraments; una tenda hospital per als malalts sospitosos, una altra per als contagiats, i una per a mals coneguts; una barraca per a purificar les robes; una casa de fusta per als facultatius d'urgència; una casa per als enterradors; un cementiri; una casa per als guardes i pous d'aigua. Just davant l'illa, a terra menorquina, es va muntar un cordó sanitari amb nombrosa guarda militar i alguns civils a les ordres d'un diputat de salut, per evitar que els allà reclutats poguessin comunicar-se amb la costa de Menorca.
Finalment, dia 11 de juny, es va concedir la llibertat als tres vaixells i ja cap al dia 4 d'agost s'alliberaren totes les persones que quedaven a l'illot. Sembla que només van morir dos individus, l'un de tuberculosi i l'altre de pesta bubònica. Aquests malalts havien arribat ja molt greus, i es moriren durant els dies del desembarcament. La resta de passatgers i tripulants que havien guardat quarantena tan pletòrics de salut, van deixar a l'illot una làpida amb la llegenda següent: Insula Salutis.
L'il·lustre capità Joan Roca Vinent va ser un dels encarregats principals de dur a terme les gestions del desembarcament i estada dels esclaus a l'illa. Fidel al seu Diari de Mahó (1776 i 1826), el capità va anotar diàriament tots els esdeveniments del procés en qüestió. Aquest document es conserva a l'Arxiu Municipal de Maó des de 1926, any en què l'Ajuntament de Maó el comprà a la família Roca. A partir d'aquestes anotacions, el darrer hereu de la família Roca en possessió del Diari de Mahó, el senyor Antoni Roca i Várez, s'enamorà tant de l'Illa d'en Colom que la va acabar comprant i actualment encara continua sent propietat de la família Roca. Antoni Roca i Várez va ser un amant com el que més de l'illa de Menorca i de la seva història, segons va demostrar constantment en l'esfera de la intel·lectualitat maonesa. Possiblement per això degué comprar l'Illa d'en Colom, enamorat del seu paisatge i per la seva història al llarg de segles va fer posar una placa a l'interior de la casa de l'illa que avui dia encara es pot llegir el següent text referit als esclaus d'Algèria:
En esta humilde casa convertida en hospital entró S.D.M en forma de santo viático siendo administrado por estar en peligro de muerte a 4 esclavos españoles redimidos por el rey D. Carlos III llamados Miguel Martínez, Agustín Vega, Juan Vidal y Blas Villar el día XXIX de mayo de MDCCLXXXVII.